# Nagasaki

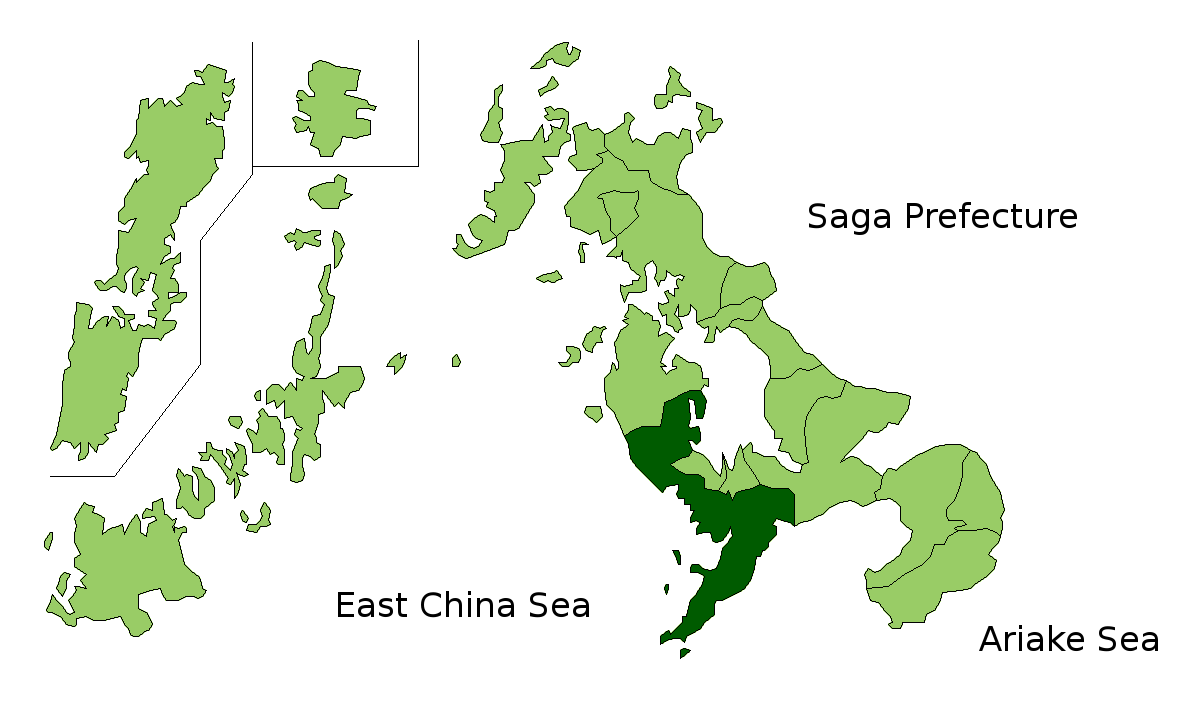
Poloha města v rámci prefektury Nagasaki

Nagasaki (japonsky 長崎市, Nagasaki-ši) je japonské přístavní město, ve kterém žije přibližně 405 tisíc obyvatel. Je hlavním a největším městem prefektury Nagasaki. Nagasaki bylo druhým městem, na které byla v průběhu 2. světové války svržena atomová bomba.

## Historie

### Novověk
Z historického pohledu nebyla lokace důležitá až do roku 1542, kdy poblíž zakotvily portugalské lodě, čímž se stalo místo důležitým pro import evropských výrobků (tabák, chléb, textil, atd.). Portugalci sem též dováželi velké množství zboží z Číny. To vedlo k transformaci v roce 1568 nevelké rybářské osady Fukaeno Ura, jejíž počátky sahají do 12. století, na město Nagasaki (volně přeloženo jako dlouhý mys). Jezuitští misionáři sem od poloviny 16. století ze Španělska šířili křesťanství, jež bylo roku 1597 poprvé krvavě potlačeno ukřižováním 26 japonských křesťanů, známých jako Pavel Miki a druhové. Během  17.–18. století pronásledování a hromadné popravy křesťanů pokračovaly. Zákaz křesťanství byl zrušen až roku 1873. Celé historii je v Nagasaki věnováno Muzeum a památník 26 mučedníků s kostelem z roku 1962.

### Druhá světová válka
9. srpna 1945 se Nagasaki stalo po Hirošimě druhým cílem amerického atomového bombardování. Město bylo shodou okolností vybráno jako záložní cíl, protože nad primárním cílem, městem Kokura, byla příliš velká oblačnost. Jaderná puma s názvem Fat Man explodovala ve výšce 550 m nad městem a při výbuchu uvolnila energii odpovídající výbuchu 21 000 t TNT tedy 88 TJ. Výbuch způsobil devastaci větší části města a okamžitou smrt asi 40 000 obyvatel. Dalších 25 000 lidí bylo zraněno a tisíce dalších později zemřely na následky radioaktivního ozáření. Celkem zahynulo asi 74 000 obyvatel města.

## Galerie

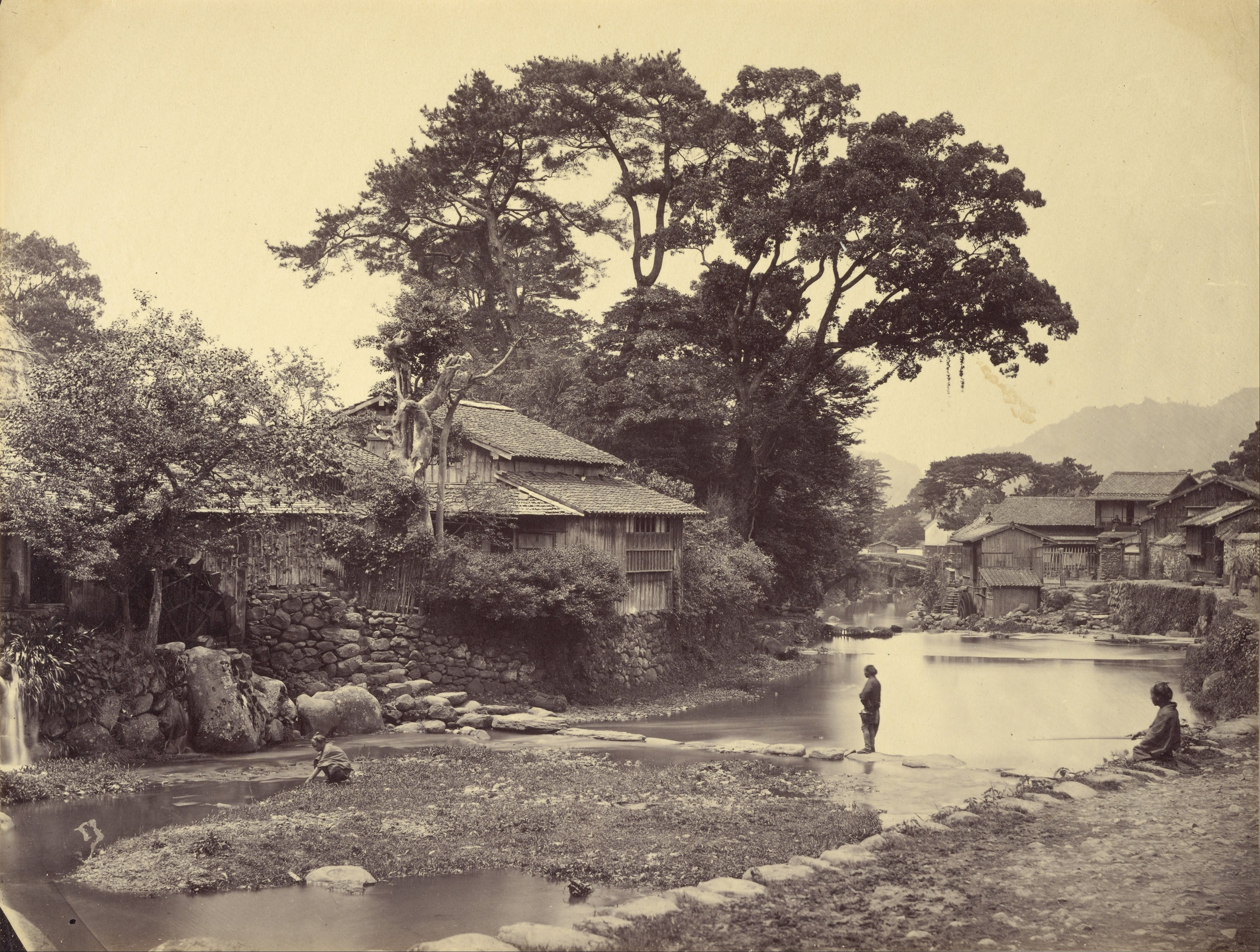
Nagasaki v roce 1863
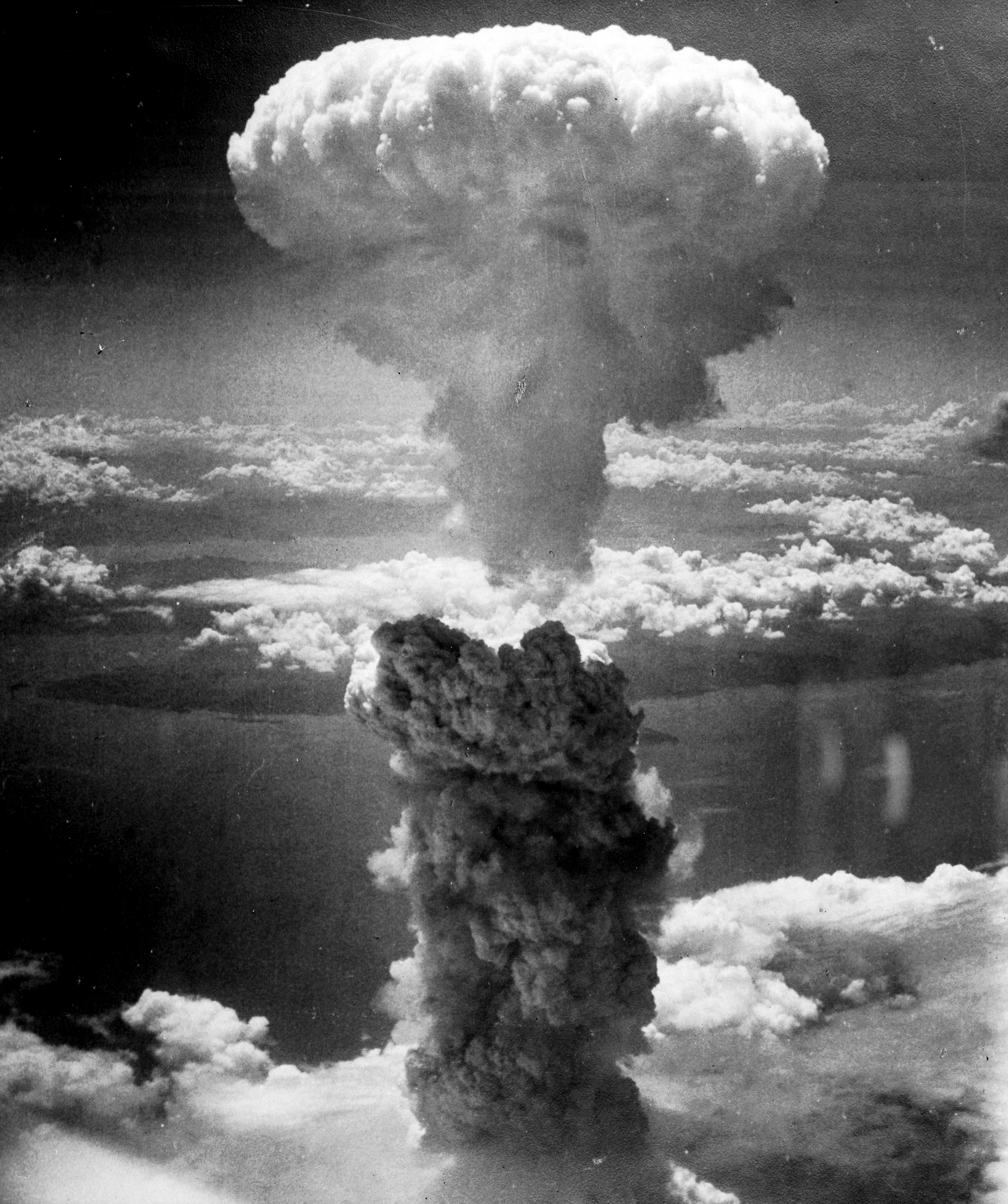
Atomový hřib nad Nagasaki, 9. srpna 1945
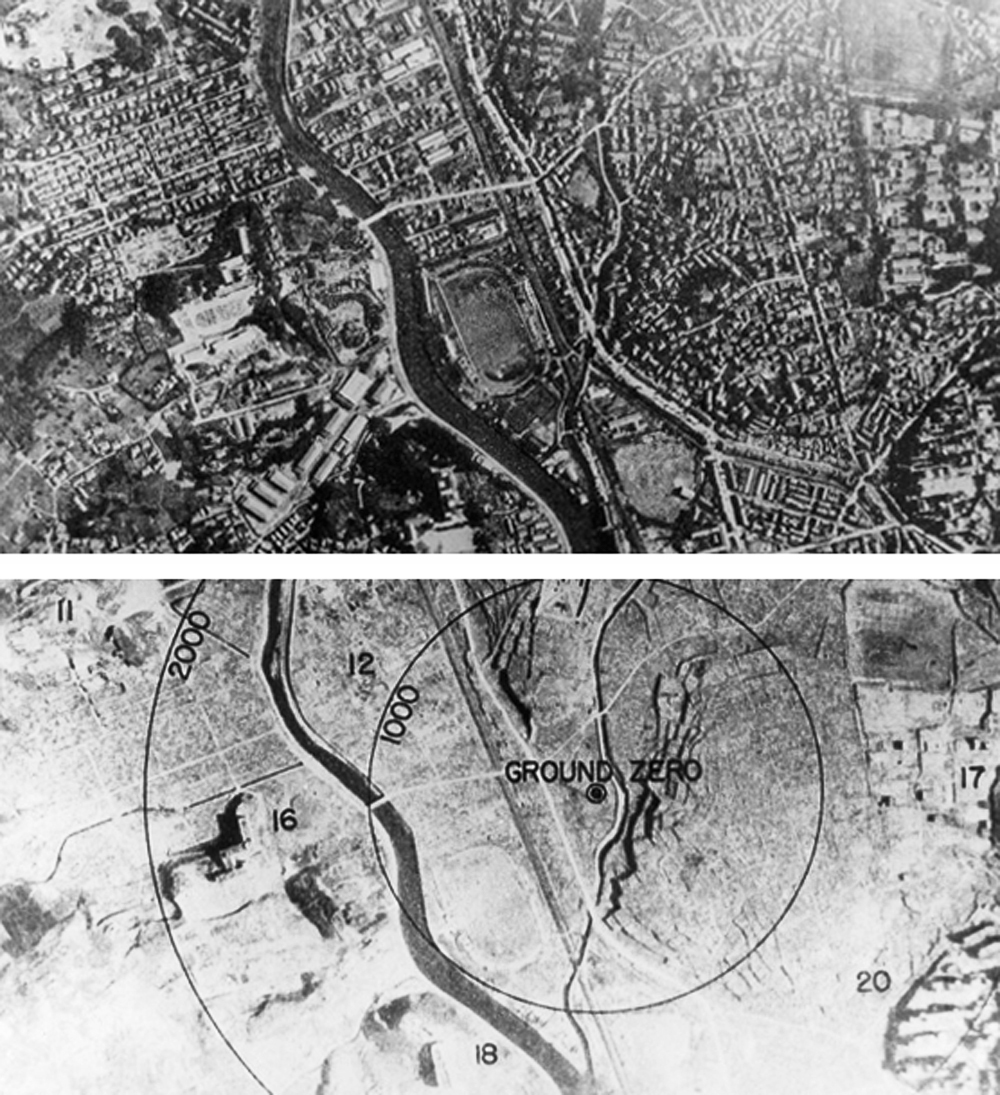
Před a po bombardování
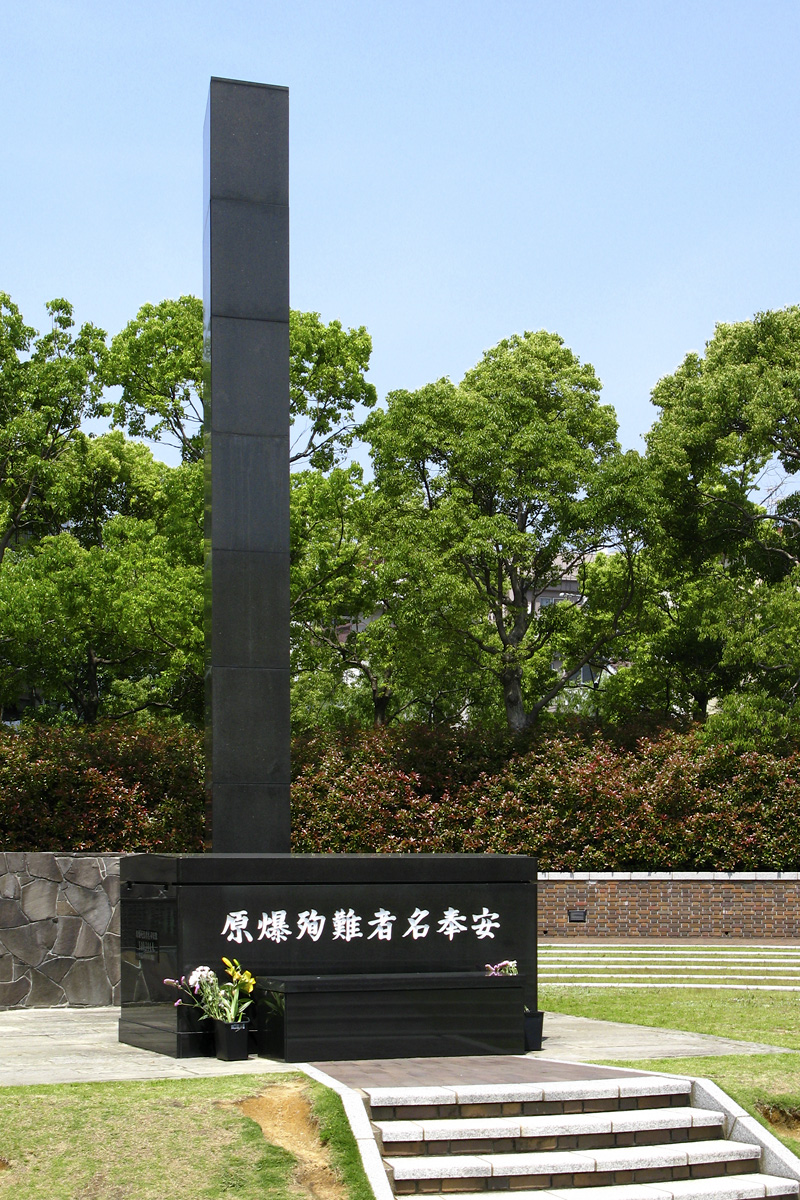
Pomník na místě hypocentra výbuchu
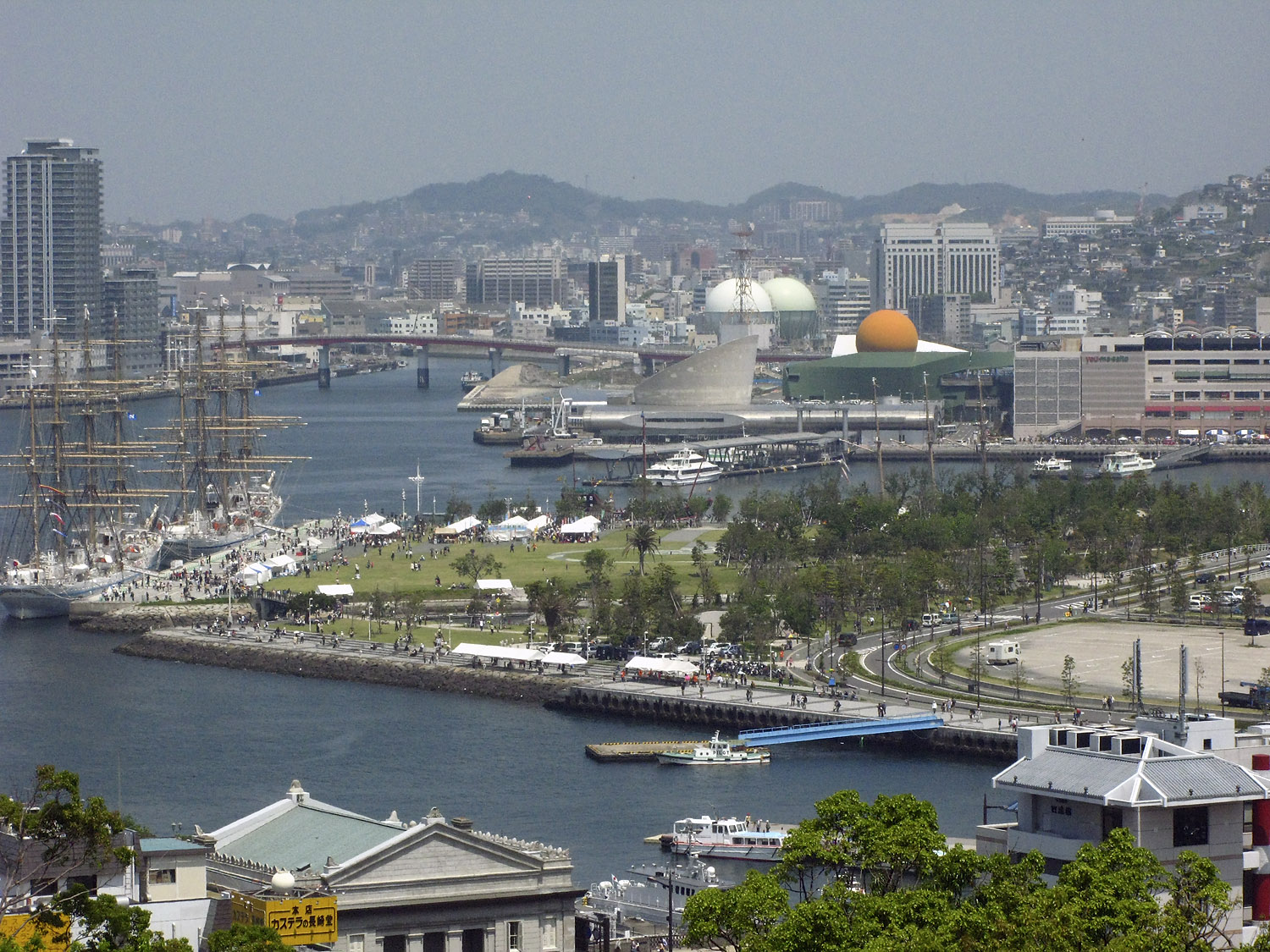
Nagasaki v roce 2007

## Partnerská města
- Dupnica, Bulharsko
- Fu-čou, Čína (1980)
- Hirošima, Japonsko
- Middelburg, Nizozemsko (1978)
- Porto, Portugalsko (1978)
- Saint Paul, Spojené státy americké (1955)
- Santos, Brazílie (1972)
- Vaux-sur-Aure, Francie (2005)